# 生月郵便局
生月郵便局（いきつきゆうびんきょく）は、長崎県平戸市にある郵便局。民営化前の分類では集配特定郵便局であった。

## 概要
住所：〒859-5799 長崎県平戸市生月町壱部浦168-4
平戸市生月町の中心集落の一つである壱部浦の北よりにある。

## 沿革
- 1884年（明治17年）4月16日 - 生月村里免に郵便取扱所を開設[1]。
- 1886年（明治19年）6月 - 大字生月に移転し、生月郵便局として改めて開局。
- 1896年（明治29年）10月16日 - 為替および貯金業務取扱開始。生月島内では初めての金融機関となった。
- 1900年（明治33年）7月 - 小包業務開始。一部浦に移転。
- 1934年（昭和9年）4月 - 電話交換業務開始。
- 1971年（昭和46年）4月 - 現在地に新築移転。
- 1974年（昭和49年）3月13日 - 電話交換および和文電報配達業務を、生月電報電話局に移管[2]。
- 2007年（平成19年）10月1日 - 民営化に伴い、郵便事業平戸支店生月集配センターに業務の一部を移管する。
- 2012年（平成24年）10月1日 - 日本郵便株式会社発足に伴い、郵便事業平戸支店生月集配センターを生月郵便局に統合。

## 取扱内容
- 郵便、印紙、ゆうパック、内容証明
- 貯金、為替、振替、振込、国際送金、国債
- 生命保険、バイク自賠責保険
- 宝くじの販売
- ゆうちょ銀行ATM
- 平戸市内の一部地域の集配業務

## 周辺
- 平戸市役所 生月支所（旧生月町役場）
- 平戸市生月町中央公民館
- 生月漁港
- 生月漁業協同組合
  - おさかな市場
- 平戸市立生月小学校

## アクセス
- 生月バス 生月漁協前または、恵比須バス停下車、徒歩１分
- 長崎県道42号平戸生月線沿い
- 駐車場あり：2台